# Wrasse Records
Wrasse Records est un label discographique britannique de musiques du monde, basé à Ashtead, Surrey.

## Histoire
Le label est fondé en 1998 par Ian et Jo Ashbridge. Tous deux avaient travaillé dans l'industrie musicale avant de créer leur propre entreprise. Ses bureaux sont situés au Royaume-Uni, mais elle distribue ses CD dans le monde entier. En 2005, elle acquiert sous licence la plupart des titres de musique du monde d'Universal Music Group pour les distribuer aux États-Unis et au Royaume-Uni.
Wrasse Records se spécialise dans les musiques du monde (en signant des artistes tels que Fela Kuti, Rachid Taha, Ismaël Lô, Souad Massi, Angélique Kidjo ou Pink Martini) et dans la musique country (avec comme artistes Reba McEntire, Trisha Yearwood, et Josh Turner. 
Seu Jorge, artiste de Wrasse, apparait dans le film La Vie aquatique (sorti en novembre 2004), interprétant des chansons à l'écran et sur l'album officiel de la bande originale (sorti sous un autre label). Cette apparition attire l'attention sur Jorge, et stimule les ventes de son album Cru, sorti en même temps (septembre 2004), contribuant à attirer l'attention sur le label Wrasse.
Humphead Records est un label associé spécialisé dans la musique country.